# Alada Halli, Malavalli
Alada Halli là một làng thuộc tehsil Malavalli, huyện Mandya, bang Karnataka, Ấn Độ.